# Ciclo PDCA
PDCA (do inglês: PLAN - DO - CHECK - ACT ou Adjust) é um método iterativo de gestão de quatro passos, utilizado para o controle e melhoria contínua de processos e produtos. É também conhecido como o círculo/ciclo/roda de Deming, ciclo de Shewhart, círculo/ciclo de controle, ou PDSA (plan-do-study-act). Outra versão do ciclo PDCA é o OPDCA, onde a letra agregada "O" significa observação ou como algumas versões dizem "Observe a situação atual".  Esta ênfase na observação e na condição atual é utilizada frequentemente na produção enxuta (Lean Manufacturing / Toyota Production System) do Sistema Toyota de Produção.  
É uma ferramenta baseada na repetição, aplicada sucessivamente nos processos buscando a melhoria de forma continuada para garantir o alcance das metas necessárias à sobrevivência de uma organização. Pode ser utilizada em qualquer ramo de atividade, para alcançar um nível de gestão melhor a cada dia. Seu principal objetivo é tornar os processos da gestão de uma empresa mais ágeis, claros e objetivos. Segundo Vieira Filho “Esse método é largamente utilizado na busca da melhoria continua tão necessária para o sucesso dos negócios.”

## Etapas

### Planejar
Estabelecer os objetivos e processos necessários para entregar resultados de acordo com o projetado (objetivos ou metas). Ao estabelecer expectativas de resultado, a integridade e precisão da especificação também é uma parte da melhoria almejada. Quando possível, começar em pequena escala para testar os possíveis efeitos.
Consiste no estabelecimento de objetivos e de processos fundamentais para garantir os resultados, conforme o que se espera atingir em termos de metas para a organização. Para Vieira Filho  “definidas as metas, deve-se definir os métodos para atingi-las. Nesta etapa, também são definidos os procedimentos que serão seguidos para a obtenção das metas.”

### Desenvolver/Executar/ Dirigir
Implementar o plano, executar o processo e fazer o produto. Coletar dados para mapeamento e análise dos próximos passos "Checar" e "Ajustar". Portanto esta etapa gera muito cuidado pois pode não ser a causa raiz.
Definida como a etapa executiva da metodologia PDCA, deve-se executar todos e cada um dos processos. Antes de iniciar a fase de execução é necessário educar e treinar todos os envolvidos no processo para garantir que todos estejam comprometidos e tudo saia conforme o planejamento realizado na etapa anterior. “Todos os envolvidos são treinados em procedimentos que tem como base as metas estabelecidas, realizam as atividades e colhem dados.”

### Conferir/Verificar
Estudar o resultado (medido e coletado no passo anterior “Desenvolver”) e compará-lo em relação aos resultados esperados (objetivos estabelecidos no passo “PLANEJAR”)  para determinar quaisquer diferenças.
Procurar por desvios principalmente na aplicação do plano e também olhar para a adequação e abrangência do plano permite a execução do próximo passo, ou seja, "AGIR". Traçar dados pode fazer isso muito mais fácil para ver as tendências ao longo de vários ciclos de PDCA  e assim converter os dados coletados em informação. Informação é o que você precisa para a próxima etapa "Ajustar".
Após planejar e pôr em prática, o gestor precisa monitorar e avaliar constantemente os resultados obtidos com a execução das atividades. Avaliar processos e resultados, confrontando-os com o planejado, com os objetivos, especificações e estado desejado, consolidando as informações, eventualmente confeccionando relatórios específicos.
Vieira Filho  afirma que “esta é uma etapa puramente gerencial, que verifica se o que foi executado está de acordo com as metas estabelecidas. Na etapa anterior, são coletados dados das ações e estes dados são analisados nesta etapa e comparados com o planejado.”

### Alavancar/Ajustar/Atuar/Agir
Tomar ações corretivas sobre as diferenças significativas entre os resultados reais e planejados. Analisar as diferenças para determinar suas causas. Determinar onde aplicar as mudanças que incluem a melhoria do processo ou produto. Quando uma passagem por estes quatro passos não resultar na necessidade de alguma melhora, o método ao qual o PDCA é aplicado pode ser refinado com maiores detalhe na iteração seguinte do ciclo, ou a atenção deve ser colocada de uma forma diferente em alguma fase do processo. O plano PDCA quando aplicado junto ao Sistema de Gestão da Qualidade pode implementar ações para atingir a melhoria contínua, assegurar a operação e controle dos processos produtivos. No sistema de Gestão da Qualidade podemos encontrar não conformidades nos processos,para tratar a não conformidade utilizamos o plano PDCA. Ação para eliminar uma não conformidade identificada. Ação corretiva Plano de ação para eliminar a causa de uma não conformidade existente, visando eliminar ou reduzir a possibilidade de reincidência dessa não conformidade. Ação preventiva Plano de ação para eliminar a causa de uma não conformidade potencial, visando eliminar ou reduzir a possibilidade de ocorrência dessa não conformidade Ação de melhoria Plano de ação para implementar melhorias contínua nos processos. Abertura de um plano de ação PDCA O plano de ação preventivo ou corretivo ou de melhoria são abertos para contemplar a determinação das causas e as ações propostas, com acompanhamento até a Análise crítica sempre que ocorrer.
Nesta etapa é preciso tomar as providências estipuladas nas avaliações e relatórios sobre os processos. Se necessário, o gestor deve traçar novos planos para a melhoria do procedimento, visando sempre a correção máxima de falhas e o aprimoramento dos processos da empresa.
“A atuação é corretiva, ou seja, caso a operação realizada não esteja de acordo com o planejado, deve-se atuar corretivamente com planos de ação para a correção de rumo visando atingir a meta estabelecida.” 

## Sobre
PDCA tornou-se popular pelo Dr. W. Edwards Deming, que é considerado por muitos como o pai do controle de qualidade moderno, no entanto, ele sempre se refere a ele como o "ciclo de Shewhart". Mais tarde na carreira de Deming, ele modificou a PDCA  para PDSA (Plan, Do, Study, Act), porque ele sentiu a necessidade de enfatizar o passo de estudar o processo para poder ajustá-lo de acordo com o planejado [5]

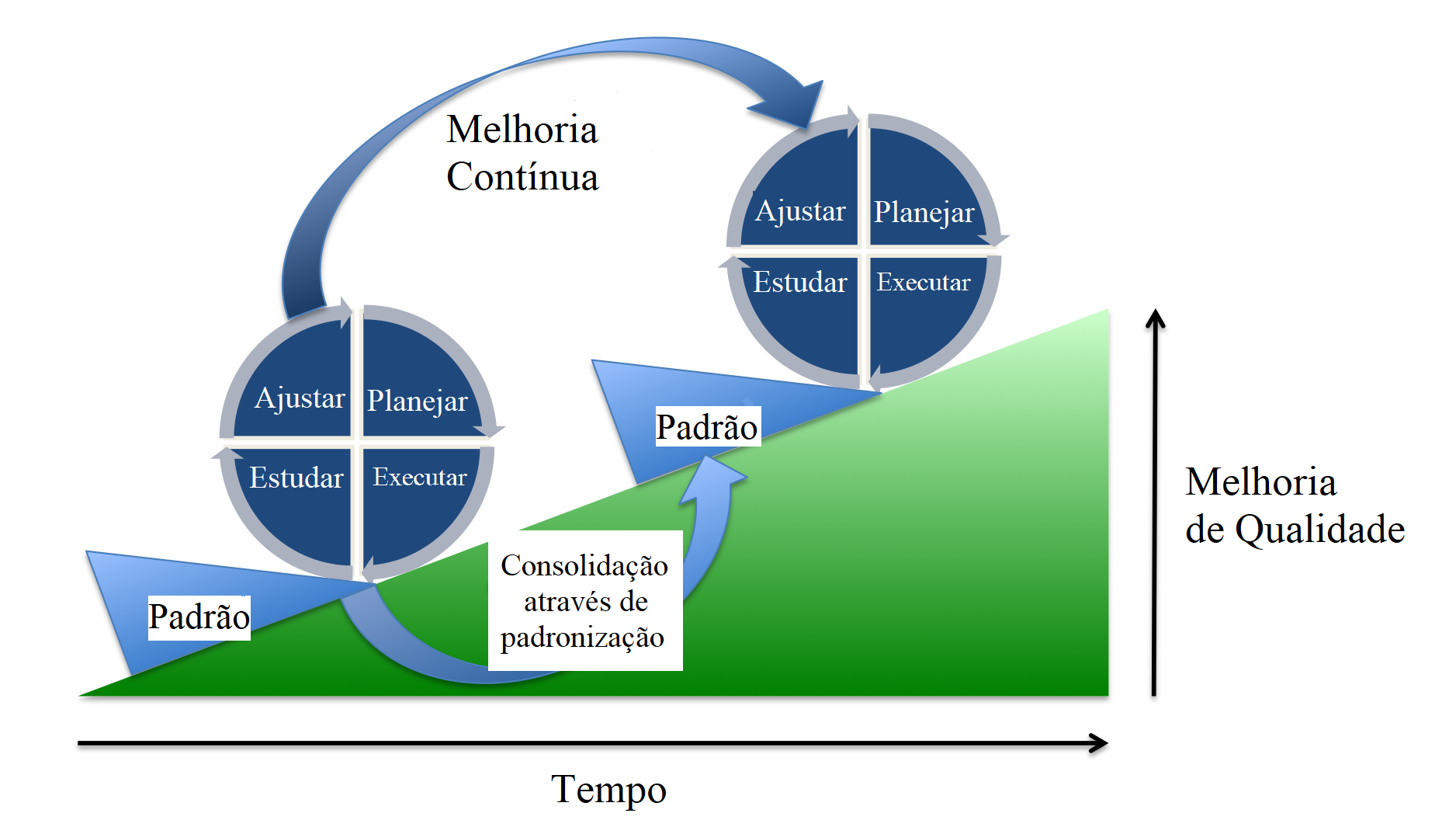
Processo iterativo do Ciclo PDSA

O conceito de PDCA baseia-se no método científico, desenvolvido a partir do trabalho de Francis Bacon (Novum Organum, 1620). O método científico pode ser escrito como "hipótese" - "experimento" - "avaliação" ou o Planejar, Executar e Verificar. Shewhart descreveu fabricação sob "controle", sob controle estatístico, como um processo de três etapas de especificação, produção e inspeção. [6] Ele também descreveu especificamente relacionado a este método científico de hipóteses, experimentação e avaliação. Shewhart diz que o estatístico "deve ajudar a mudar a demanda [de bens], mostrando [...] como focalizar o intervalo de tolerância e melhorar a qualidade de bens". [7] Claramente, Shewhart expressa que o analista deve  agir com base nas conclusões da avaliação. De acordo com Deming, durante suas palestras no Japão no início dos anos 1950, os participantes japoneses encurtaram os passos para o já tradicional, fazer, verificar, agir. [8] Deming optou por utilizar o Planejar, Executar, Estudar e Ajustar porque "estudar" tem conotações em Inglês mais próxima  das intenções de Shewhart que é de "verificar". [3]
Um princípio fundamental do método científico e do PDCA é a iteração (repetição), uma vez que uma hipótese é confirmada (ou negada), e a execução do ciclo novamente vai ampliar o conhecimento adiante. Repetir o ciclo PDCA pode trazer-nos mais perto do objetivo, geralmente o perfeito funcionamento e o resultado correto no final. [3] Deming sempre enfatizou a necessidade de iterações para a melhoria de um sistema, daí o fato de o PDCA ser repetidamente implementado em espirais de aumento de conhecimento e melhoria continua convergindo para o objetivo final, cada ciclo mais próximo do que o anterior. Pode-se imaginar uma mola de bobina aberta, com cada loop em um ciclo do método científico - PDCA, e cada ciclo completo, indicando um aumento em nosso conhecimento do sistema em estudo. Esta abordagem é baseada na crença de que o nosso conhecimento e as habilidades vão se limitando, mas melhorando. Especialmente no início de um projeto, as informações chaves podem não ser conhecidas, o PDCA como método de base científica fornece informações para justificar nossas suposições (hipóteses) e aumentar o nosso conhecimento. Ao invés de introduzir a "paralisia da análise" para ficar perfeito na primeira vez, é melhor estar aproximadamente certo do que exatamente errado. Com o conhecimento melhorado, podemos optar por refinar ou alterar o objetivo (estado ideal). Certamente, a abordagem PDCA pode trazer-nos mais perto de qualquer meta que nós escolhemos. [10]
PDCA e resolução cientifica de problemas, também são conhecido como sistemas para o desenvolvimento de pensamento crítico. Na Toyota este também é conhecido como "Construindo as pessoas antes de construir carros". [9] Toyota e outras empresas enxutas propõem que os envolvidos em um grupo de trabalho para resolver problemas, utilizando PDCA,  são mais capazes de inovar e ficar à frente da concorrência através de um rigoroso método de resolução de problemas. Isso também cria uma cultura de solucionadores de problemas utilizando PDCA e cria uma cultura de pensadores críticos.
Em programas Six Sigma, o ciclo PDCA é chamado de "definir, medir, analisar, melhorar, controlar" (DMAIC). A natureza do ciclo iterativo deve ser adicionado explicitamente ao processo DMAIC. [Carece de fontes]
Taxa de variação, isto é, taxa de melhoria, é um fator competitivo fundamental no mundo de hoje. O ciclo PDCA permite grandes "saltos" de desempenho ("descobertas" muitas vezes desejadas em uma abordagem ocidental), bem como Kaizen (pequenas melhorias freqüentes). Nos Estados Unidos, uma abordagem PDCA é geralmente associada a um projeto que envolve considerável tempo inúmeras pessoas, e, portanto, os gestores querem ver grandes melhorias para justificar o esforço dispendido.

## Leitura
- Shewhart, Walter Andrew (1980). Economic Control of Quality of Manufactured Product/50th Anniversary Commemorative Issue. [S.l.]: American Society for Quality. ISBN 0-87389-076-0
- The Improvement Guide: A Practical Approach to Enhancing Organizational Performance, 2nd Edition by Gerald J. Langley, Ronald Moen, Kevin M. Nolan, Thomas W. Nolan, Clifford L. Norman, Lloyd P. Provost Published by Jossey-Bass ISBN 978-0-470-19241-2
- Shewhart, Walter Andrew (1939). Statistical Method from the Viewpoint of Qualit. New York: [s.n.] ISBN 0-486-65232-7
- Deming, W. Edwards (1986). Out of the Crisis. [S.l.]: MIT Center for Advanced Engineering Study. ISBN 0-911379-01-0